# Amblyglyphidodon leucogaster
Demoiselle à ventre jaune
Espèce
Amblyglyphidodon leucogaster, communément nommé Demoiselle à ventre jaune, est une espèce de poissons marin de la famille des Pomacentridae.

## Répartition
La demoiselle à ventre jaune fréquente les eaux tropicales de la zone Indo-Ouest Pacifique, Mer Rouge incluse .

## Description

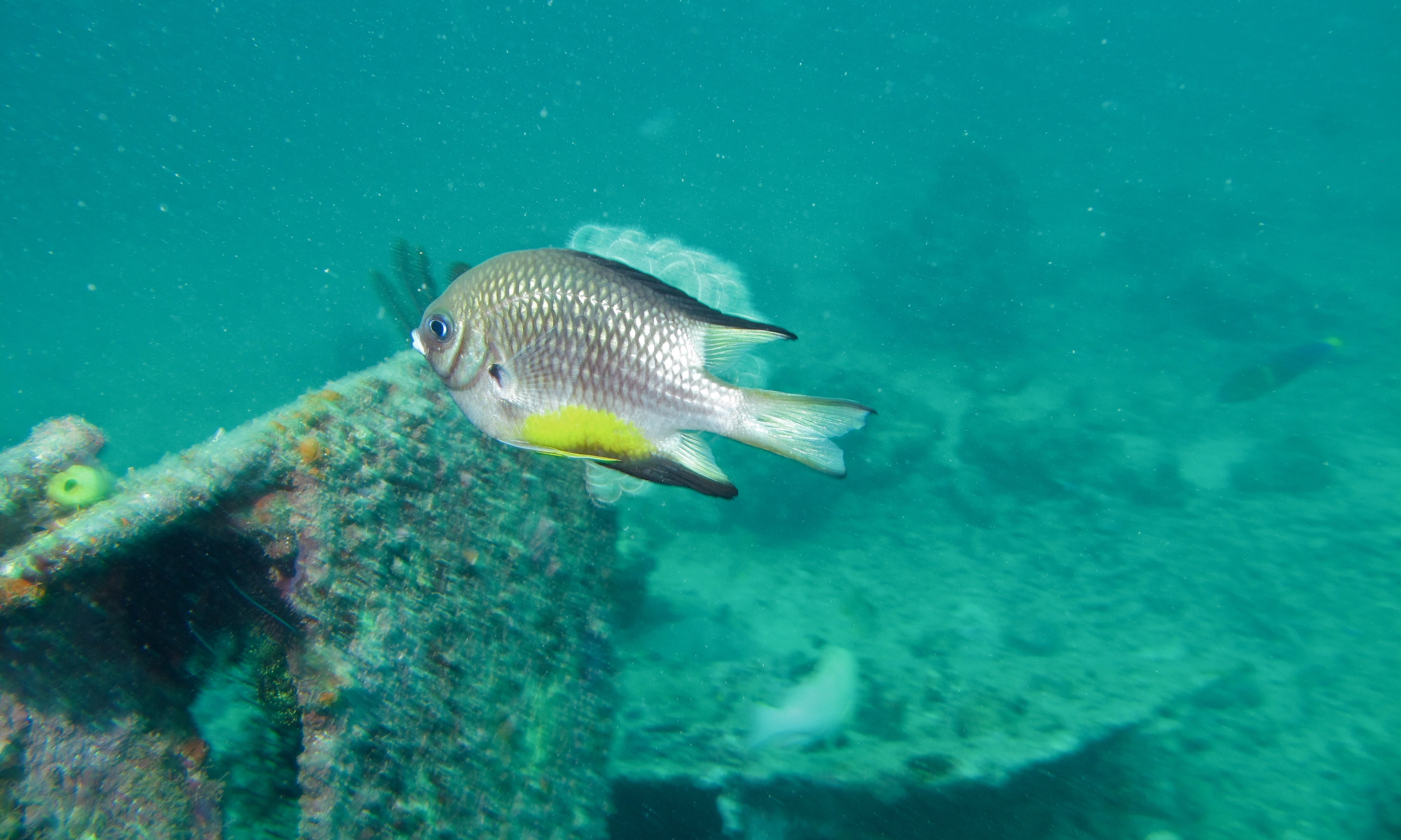
Amblyglyphidodon leucogaster (Sabah, Malaisie)

Sa taille maximale est de 13 cm.